# Пожежа в Форт-МакМеррей (2016)

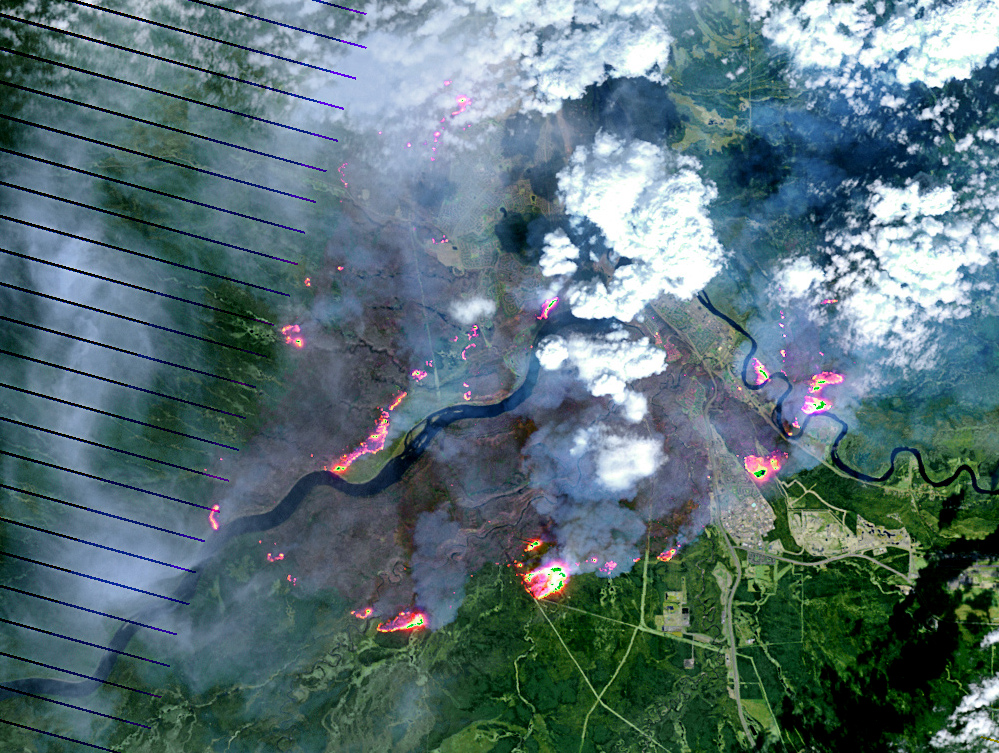

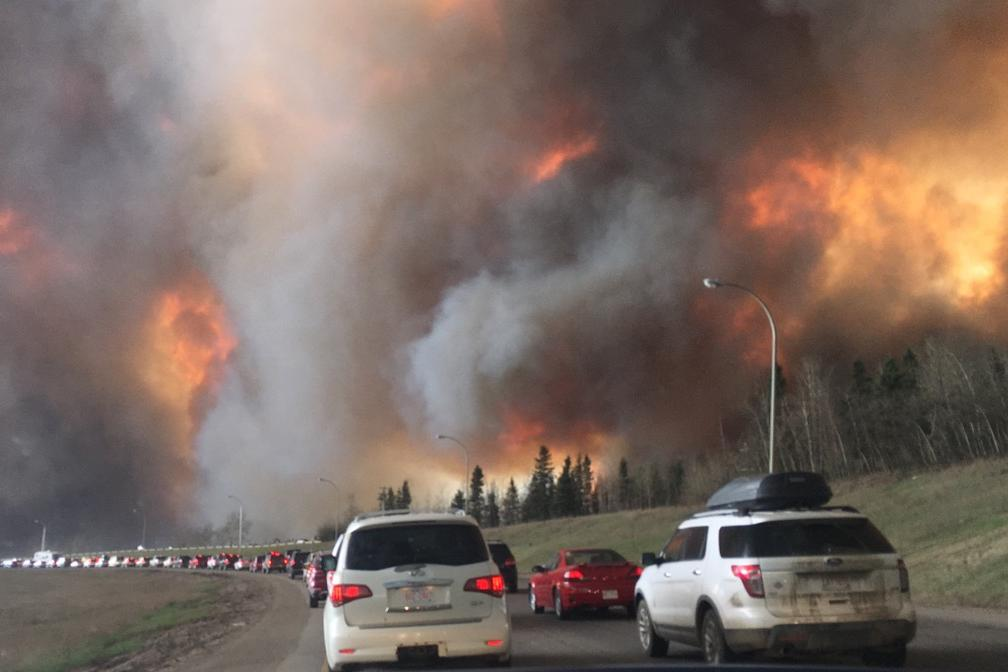

Пожежа в Форт-МакМеррей з 1-го травня 2016 — стихійне лихо поблизу міста Форт-МакМеррей (провінція Альберта, Канада). Місто знаходиться неподалік від найбільших нафтових родовищ. В результаті пожежі місто виявилось відрізаним від цивілізації.
Пожежа охопила площу понад 1,6 тисяч квадратних кілометрів, густо зарослу хвойними деревами. 3-го та 4-го травня з міста була евакуйована основна частина населення — понад 88 тисяч осіб. 6-го травня рятувальниками було вивезено ще близько 5 тисяч осіб. Спроба здійснити евакуацію наземним транспортом не вдалась і близько 1500 машин були змушені повернутись у місто. Частина людей була евакуйована повітрям, для цього рятувальні служби виконали близько 300 перельотів. Евакуйованим жителям міста виділили 77 млн доларів.
Вогнем знищено понад 1600 будинків (20% будівель міста) і адміністративних будівель міста, центр міста майже не постраждав. Страхові компанії вважають, що відшкодування через наслідки пожежі можуть сягнути $ 7 млрд, що стане найбільшою компенсацією від природних катастроф в Канаді.